# Andes usitatus
Andes usitatus är en insektsart som beskrevs av Frederick Arthur Godfrey Muir 1925. Andes usitatus ingår i släktet Andes och familjen kilstritar.
Artens utbredningsområde är Filippinerna. Inga underarter finns listade i Catalogue of Life.